# Alois Harmtodt
Alois Harmtodt (* 2. Juli 1922 in Lödersdorf bei Feldbach als Alois Harmtod;; † 31. August 2010 in Feldbach) war ein österreichischer Steinmetz, Wirtschaftskammerfunktionär und Politiker (ÖVP), der von 1975 bis 1988 Bürgermeister von Feldbach war. Vom 28. November 1978 bis zum 8. Oktober 1990 gehörte er dem steirischen Landtag in drei Gesetzgebungsperioden als Landtagsabgeordneter an. Vertretungsweise war er bereits von 8. März 1973 bis 1. Oktober 1973 im Amt gewesen.

## Leben und Wirken
Alois Harmtodt wurde am 2. Juli 1922 als Sohn des Maurerpoliers und Grundbesitzers Alois Harmtod(t) (* 10. Mai 1885 in Raabau bei Feldbach; † 18. Juli 1970 in Lödersdorf) und dessen Ehefrau Anna (geborene Luttenberger; * 8. Dezember 1897 in Lödersdorf; † 19. Oktober 1980 ebenda) in der damals noch eigenständigen Gemeinde Lödersdorf bei Feldbach geboren und am 4. Juli 1922 auf den Namen Alois getauft. Seine Eltern hatten am 9. Februar 1920 in der Pfarrkirche Riegersburg geheiratet. Der Vater führte auch einen Betrieb für Zementwarenerzeugung. Nach dem Besuch der Volks- und der Hauptschule erlernte er den Beruf des Steinmetzes. Er durfte, nachdem er bei einem Berufswettkampf Österreich-Sieger geworden war, die Gesellenprüfung nach nur einem Jahr Lehrzeit ablegen. Er besuchte in weiterer Folge die Meisterschule für angewandte Kunst in Graz.
1941 wurde er zur Kriegsmarine der Wehrmacht einberufen und versah seinen Kriegsdienst, ehe er schwer verwundet heimkehrte. Insgesamt wurde er während des Zweiten Weltkriegs dreimal verwundet. 1948 gründete er in Feldbach einen Steinmetzbetrieb, den er zu einem führenden Betrieb in Österreich ausbaute. Über viele Jahrzehnte hinweg engagierte er sich in der berufsständischen Vertretung, war ab 1955 Landesinnungsmeister und später auch stellvertretender Bundesinnungsmeister für das Steinmetz- und Bildhauergewerbe. Außerdem war er langjähriger Obmann des steirischen Gewerbe und Handwerks in der Wirtschaftskammer.
Auf Drängen von Josef Krainer junior kam er etwa zu Beginn der 1970er Jahre in die Politik und saß vertretungsweise bereits von 8. März 1973 bis 1. Oktober 1973 (VII. Gesetzgebungsperiode) als Landtagsabgeordneter im steirischen Landtag. Zwei Jahre später erfolgte die Wahl zum Bürgermeister von Feldbach, woraufhin er die Entwicklung der Bezirkshauptstadt bis zum Ende seiner Amtszeit 1988 wesentlich mitbestimmte und prägte. Hierbei machte er sich nicht nur um die Ansiedelung von Gewerbebetrieben verdient, sondern zeichnete sich auch durch sein Engagement im Wohnungswesen und der Schaffung einer modernen Infrastruktur aus. Am 28. November 1978 schaffte er erneut den Sprung in den Landtag der Steiermark und gehörte diesem in weiterer Folge bis zu seinem Ausscheiden am 8. Oktober 1990 in drei verschiedenen Gesetzgebungsperioden (IX., X. und XI.) an. Im Landtag hatte er über die Jahre hinweg wichtige Funktionen im Gemeinde-, Verfassungs- und Petitionsausschuss inne und konnte als Vertreter der oststeirischen Wirtschaft und des oststeirischen Grenzlandes viele Initiativen in den Landtag einbringen. Während seiner Wirkungszeit als Bürgermeister konnte Hartmodt Bauten und Einrichtungen im Wert von umgerechnet mehreren Hundert Millionen Euro realisieren. Allein im bereits erwähnten Wohnungsbau konnten auf Initiative Harmtodts rund 1.120 Wohnungen gebaut werden. Außerdem bemühte er sich um die Sanierung der Raab, den Umbau des LKH Feldbach und die Ansiedlung von Ärzten in der Stadt Feldbach und seiner Außengrenzen.
Nach Beendigung seiner aktiven politischen Tätigkeiten war Harmtodt weiterhin aktiv an vielen Projekten seiner Heimatstadt beteiligt und trat als Gönner von Vereinen und Institutionen, wie etwa dem Kameradschaftsbund oder dem Seniorenbund, in Erscheinung. Nachdem er zuletzt an Krebs erkrankt war, starb Alois Harmtodt am 31. August 2010, rund drei Wochen vor der Diamantenen Hochzeit mit seiner Ingeborg (geborene Kovačič), die er am 20. September 1950 kirchlich und standesamtlich geheiratet hatte, im Alter von 88 Jahren in Feldbach. Beim anschließenden Begräbnis am Stadtfriedhof Feldbach waren rund 1.000 Trauergäste zugegen. Mit seiner Ehefrau hatte er die beiden Kinder Alois und Ingeborg.
Nach seinem Tod wurde in Feldbach ein von der Gleichenberger Straße abzweigender Straßenzug, der am vorderen Ende ein Fußweg ist und von der hinteren Seite befahren werden kann, nach Harmtodt benannt und trägt seitdem den Namen Alois-Harmtodt-Weg. Von der ÖVB Feldbach wurde kurz nach dem Ableben Harmtodts das Alois-Harmtodt-Gedenk-Schnapsen ins Leben gerufen; vor allem, da Harmtodt ein begeisterter Schnapser gewesen war.